# Thomas Hales

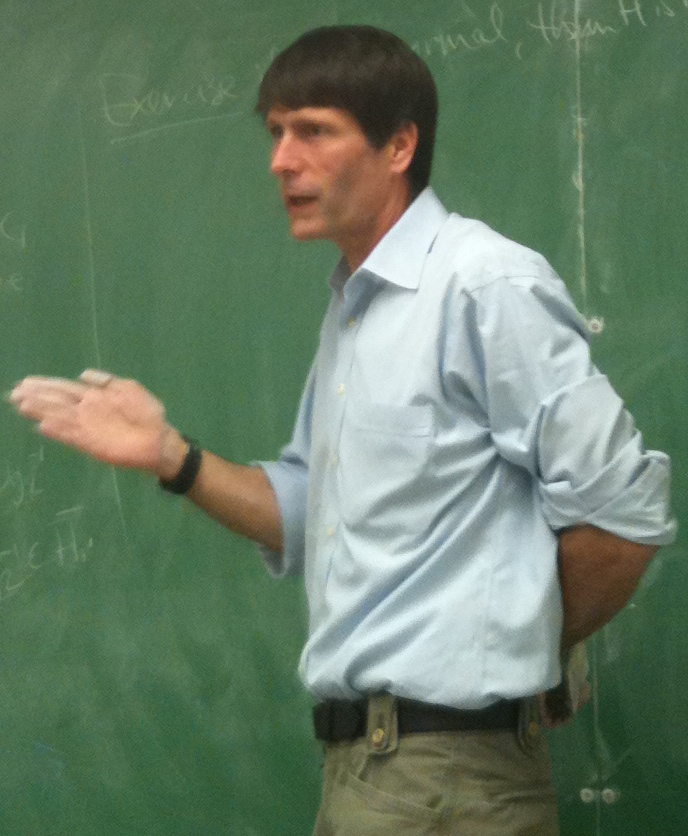

Thomas Callister Hales (4 juni 1958) is een Amerikaans wiskundige. Hij behaalde zijn Ph.D. van Universiteit van Princeton onder begeleiding van Robert Langlands.
Hales staat bekend voor zijn computer-ondersteund bewijs van het vermoeden van Kepler. Dit vermoeden is/was het oudste uitstaande probleem in discrete meetkunde. Het vermoeden beweert dat de ruimte-efficiëntste manier voor stapeling van bollen een piramidevorm heeft.
Hales, die nu aan de Universiteit van Pittsburgh de Mellon Professor in de wiskunde is, pleit voor de formalisering van de wiskunde om zo uiterste gestrengheid en nauwkeurigheid te verzekeren in een tijdperk, waarin bewijzen steeds complexer worden en computers steeds meer nodig blijken voor de verificatie van deze bewijzen. Hales's huidige project, Flyspeck genaamd, probeert zijn bewijs van het vermoeden van Kepler te formaliseren in de computerstellingsbewijzer HOL Light.